# Bombardier Challenger 300
Bombardier BD-100 Challenger 300 je kanadsko reaktivno poslovno letalo razreda "super midsize". Letalo ima kapaciteto do 16 potnikov in dolet okrog 5600 kilometrov. Challenger 300 je nov dizajn, ki ni povezan s podobnoimenskima Challenger 600 in Challenger 800. 
Projekt so oznanili na Pariškem letalskem mitingu julija 1999, sprva kot Bombardier Continental. Septembra 2002, po številnih debatah katero ime naj uporabijo (Learjet, Challenger, ali Global), so letalo preimenovali v sedanje ime. 29. maja 2013 so predstavili izboljšano verzijo Challenger 350 s prodajno ceno okrog $25.9 milijonov.
Letalo sestavljajo v Learjetovi tovarni v Wichiti, Kansas.

## Specifikacije (Challenger 300)
- Posadka: 2
- Kapaciteta: Do 16 potnikov (tipično 8)
- Dolžina: 20,93 m (68 ft 8 in)
- Razpon kril: 19,46 m (63 ft 10 in)
- Višina: 6,2 m (20 ft 4 in)
- Površina kril: 48,5 m2 (522 sq ft)
- Teža praznega letala: 10591 kg (23349 lb)
- Maks. vzletna teža: 17622 kg (38850 lb)
- Pogon letala: 2 × Honeywell HTF7000 turbofan, 30,36 kN (6825 lbf) potiska vsak

- Največja hitrost: 891 km/h (554 mph; 481 vozlov, Mach 0,83)
- Potovalna hiotrost: 850 km/h (528 mph; 459 kn)
- Dolet: 5741 km (3567 milj; 3100 nmi) pri 0,78 Mach
- Višina leta (servisna): 13716 m (45000 ft)
- Hitrost vzpenjanja: 25,4 m/s (5000 ft/min) pri 17622 kg vzletni teži
- Obremenitev kril: 359,5 kg/m2 (73,6 lb/sq ft)
- Avionika: Rockwell Collins Proline 21